# Hipodrom w Jarantowie

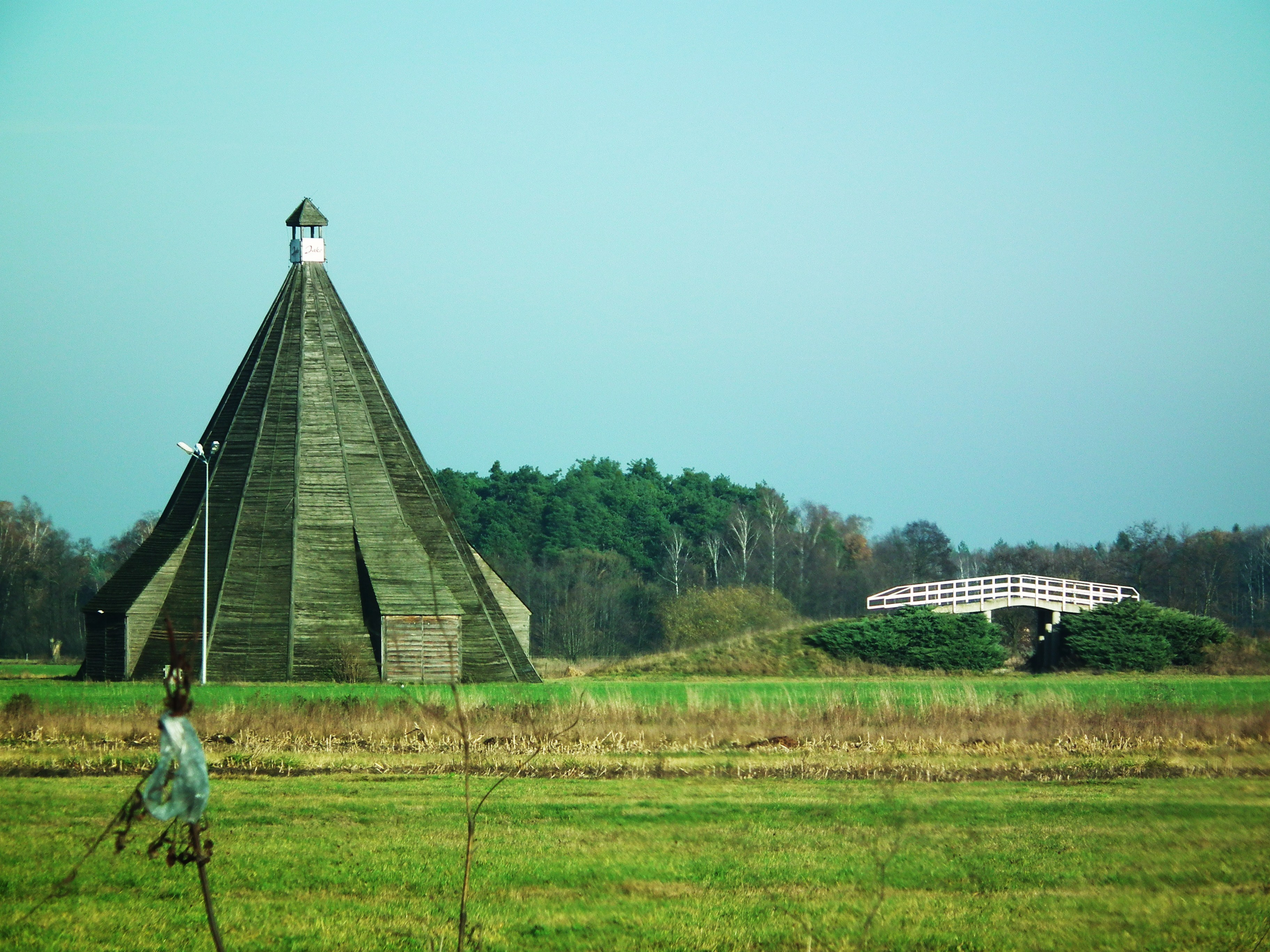
Widok ogólny z wigwamem (2016)

Hipodrom w Jarantowie – teren wyścigów konnych zlokalizowany w Jarantowie (powiat kaliski).
Obiekt zaprojektowali Karol Rumel i Czesław Konieczny. Rumel nie doczekał otwarcia toru, gdyż zginął wcześniej w wypadku samochodowym. Wykonawcą był Klub Jeździecko-Strzelecki "Jako". M.in. osuszono podmokłe tereny. Osiemnaście 26-metrowych sosen posłużyło do budowy piętrowego wigwamu, który wraz z wieżą ma wysokość 27 metrów. Wigwam mieści trzysta osób, służąc np. celom konferencyjnym. Hipodrom oddano do użytku w 2004.
W dniach 27–31 sierpnia 2008 odbyły się tam V Mistrzostwa Świata w Powożeniu Zaprzęgami Jednokonnymi; rywalizowało wówczas 68 zawodników z 20 krajów, w tym 18 zespołów.